# Luca Antonini (giurista)
Luca Antonini (Gallarate, 27 maggio 1963) è un giurista italiano, dal 26 luglio 2018 giudice della Corte costituzionale.

## Biografia
Laureatosi nel 1988 in Giurisprudenza all'Università degli Studi di Milano, dal 2001 è professore ordinario in Diritto costituzionale presso la Facoltà di Giurisprudenza dell'Università degli Studi di Padova, presso la sede distaccata di Treviso. Avvocato e abilitato al patrocinio in Cassazione.
È stato Presidente della Commissione tecnica paritetica per l'attuazione del federalismo fiscale (Copaff); è stato uno dei principali consulenti del Governo e del Parlamento in materia di federalismo. È considerato il padre del federalismo fiscale, in forza del contributo che ha fornito alla redazione della legge delega n. 42 del 2009 e agli otto decreti legislativi emanati durante la XVI legislatura:
- federalismo demaniale (d. lgs. n. 85/2010);
- ordinamento transitorio di Roma Capitale (d. lgs. n. 156/2010);
- determinazione dei costi e fabbisogni standard di Comuni, Città metropolitane e Province (d. lgs. n. 216/2010);
- federalismo fiscale municipale (d. lgs. n. 23/2011);
- autonomia di entrata di regioni a statuto ordinario e province nonché determinazione di costi e fabbisogni standard nel settore sanitario (d. lgs. n. 68/2011);
- risorse aggiuntive ed interventi speciali per la rimozione degli squilibri economici (d. lgs. n. 88/2011);
- armonizzazione dei sistemi contabili e dei bilanci delle Regioni, degli enti locali e dei loro enti ed organismi (d. lgs. n. 118/2011);
- meccanismi sanzionatori e premiali relativi a Regioni, Province e Comuni (d. lgs. n. 149/2011).

È stato esperto tributario presso il Secit, consigliere giuridico del Ministero dell'economia e delle finanze, componente della Acoff (Alta Commissione di studio per la definizione dei meccanismi strutturali del Federalismo Fiscale), componente del World Political Forum, consigliere dell'Agenzia per le Onlus, membro del comitato scientifico di Confindustria, consigliere di amministrazione dell'Istituto per lo sviluppo della formazione professionale dei lavoratori (ISFOL), membro del Consiglio scientifico di Ifel (Istituto per la Finanza Locale).
Antonini è stato membro del gruppo di esperti per la Regione Veneto che tratta con il governo italiano per il riconoscimento di maggiori forme di autonomia, in seguito al referendum per l'autonomia del Veneto; ricopriva tale incarico insieme a un altro costituzionalista padovano, Mario Bertolissi.
Antonini ha rappresentato la Regione Veneto di fronte alla Corte costituzionale nel tentativo di bloccare il cosiddetto "decreto Lorenzin" sull'obbligo vaccinale collettivo, sostenendo l'efficacia, in termini di copertura vaccinale, del modello veneto basato sulle raccomandazioni di vaccinazione, il consenso informato e sull'alleanza medico-paziente. 
Antonini è stato anche fra i firmatari di un appello al parlamento italiano per bloccare l'approvazione del ddl Cirinnà, in quanto i diritti concessi alle coppie omosessuali sarebbero stati troppo simili a quelli del matrimonio civile, e avrebbero aperto all'adozione del figlio del partner per le coppie omosessuali e sdoganato la surrogazione di maternità.

### Giudice costituzionale
Il 19 luglio 2018, a più di venti mesi di distanza dalle dimissioni del giudice costituzionale Giuseppe Frigo, Antonini è stato eletto dal Parlamento, riunito in seduta comune, giudice della Corte costituzionale, con 685 voti su 800 votanti.
Il suo nome, in quota Lega, è stato sostenuto in particolare anche dagli altri partiti di centro-destra (Forza Italia e Fratelli d'Italia) e dal Movimento 5 Stelle. Nella medesima seduta il Parlamento riunito in seduta comune ha eletto i componenti laici (non togati) del Consiglio superiore della magistratura.
Il 21 gennaio 2025 è stato nominato vicepresidente della Corte costituzionale, insieme al giudice Viganò, dal neoeletto presidente Giovanni Amoroso.

## Pubblicazioni
- Federalismo all'italiana. Dietro le quinte della grande incompiuta. (Marsilio, 2013)
- L'imposizione ambientale nel quadro del nuovo federalismo fiscale. 2010 (Jovine, 2010)
- Il traffico dei diritti insaziabili. (Rubbettino, 2008)
- La sussidiarietà fiscale. I nuovi diritti sociali nella crisi del Welfare State. (Rubbettino, 2007)
- Verso un nuovo federalismo fiscale. (Giuffrè, 2005)
- Sussidiarietà fiscale. La frontiera della democrazia. (Guerini, 2005)
- L'attuazione regionale del Terzo decentramento. (Giuffré, 2001)
- Il regionalismo differenziato. (Giuffrè, 2000)
- Dovere tributario, interesse fiscale e diritti costituzionali. (Giuffrè, 1996)